# Otto Gillen

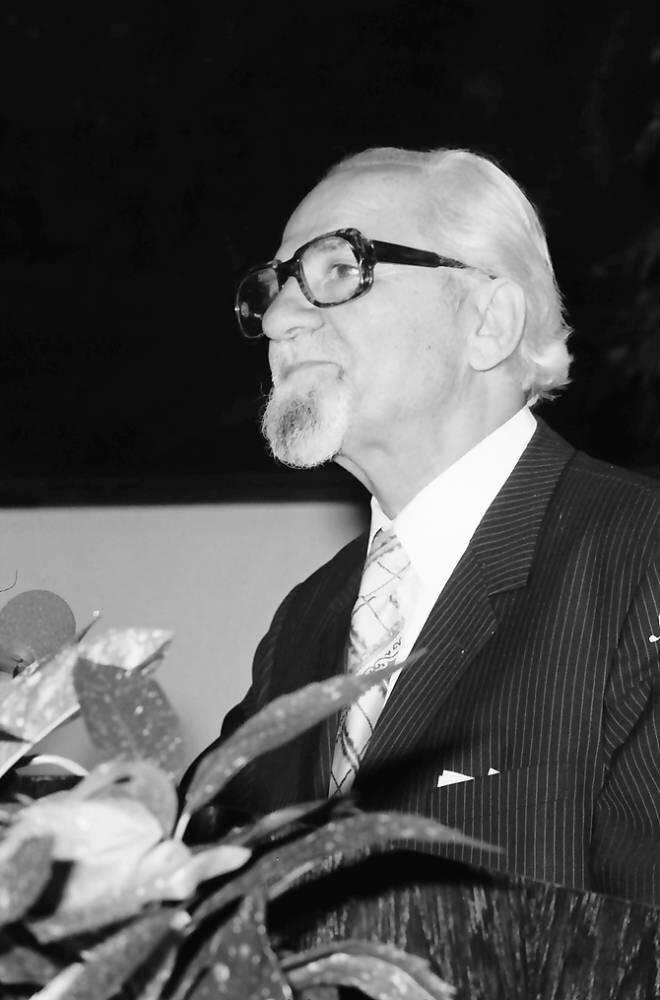
Otto Gillen (1978)

Otto Gillen (* 26. Oktober 1899 in Greiz; † 27. Februar 1986 in Karlsruhe) war ein deutscher Kunsthistoriker, Journalist, Theaterkritiker, Essayist und Lyriker.

## Leben
Otto Gillen, Sohn des Buchdruckereibesitzers und Redakteurs Peter Gillen und der Wilhelmine Kraft, entstammte einer saarländischen Familie katholischer Konfession und hatte drei Brüder. Bis 1903 lebte die Familie in Greiz, bis 1906 in Molsheim, bis 1908 in Herne, danach siedelte sie nach Bad Godesberg um, wo er aufwuchs. Nach der Volksschule konnte er dank eines kirchlichen Stipendiums in das Collegium Marianum in Theux eintreten. 1917 wurde er zum Kriegsdienst eingezogen und 1918 in Nordfrankreich eingesetzt. 1919 erhielt er am Gymnasium Carolinum (Osnabrück) das Kriegsabitur. Während seines ersten Studiums der Germanistik, Geschichte, Kunstgeschichte und Astronomie in Berlin trat Gillen 1920 in das Garde-Schützen-Bataillon in Berlin-Lichterfelde ein. Von 1922 bis 1925 unternahm er, als Redakteur und Hauslehrer arbeitend, Kunst-Studienreisen, unter anderem nach England, Skandinavien und die Mittelmeerländer. 1926 bis 1929 setzte er sein Studium in Köln und Kiel fort, ergänzt durch Theaterwissenschaft. 1929 wurde er in Kiel mit einer Arbeit zum Thema Hortus deliciarum der Herrad von Landsberg zum Dr. phil. promoviert. In Bonn legte er das Staatsexamen für die Fächer Deutsch, Philosophie und Kunstgeschichte ab. Von 1943 bis 1946 war er Soldat im Zweiten Weltkrieg und anschließend in Kriegsgefangenschaft, unter anderem im Stacheldrahtseminar Chartres, hierüber berichtete er in einem Kriegstagebuch und in Feldpostbriefen an seine Braut und spätere Ehefrau. Seit 1946 war Gillen bis zu seinem Tode, zusammen mit seiner Ehefrau Elisabeth, geb. May, in Karlsruhe wohnhaft. Der  Kunsthistoriker Eckhart Gillen ist ihr gemeinsamer Sohn.

## Journalistische Tätigkeit
Otto Gillen lebte ab 1929 als Privatgelehrter in Stuttgart. 1930 bis 1940 arbeitete er als Theater- und Kunstkritiker in Sagan, Goslar, Bielefeld, Plauen, Remscheid, Bad Godesberg und Wien. 1941 bis 1942 war er Dozent an der Staatlichen Akademie der Bildenden Künste Stuttgart. In Karlsruhe war Otto Gillen hauptberuflich von 1948 bis 1973 als Feuilletonchef der Tageszeitung Badische Neueste Nachrichten tätig. Er wirkte selbst als Literatur- und Theaterkritiker. Hierüber klagte er: „Wie er's macht, so ist es immer falsch. Lobt er, so sind die Gegner des so Gelobten böse oder neidisch; tadelt er, so ist er in den Augen des Kritisierten ein Banause, der nichts von Kunst versteht“.

## Kulturpolitisches Wirken
Otto Gillen engagierte sich in Karlsruhe als Vorsitzender des Karlsruher Kulturforums, im Kunstausschuss und der Kunstankaufskommission der Stadt Karlsruhe, bei Kunstausstellungen im Theater die insel, in der Jury des Hermann-Hesse-Preises und als Präsident des Presseclubs Karlsruhe. Gillen war Mitbegründer und Förderer der Schlossfestspiele Ettlingen.
Otto Gillen war bis zu seinem Tode Laudator und Rezensent der Kunstausstellungen von Hortense von Gelmini, unter anderem beim 85. Deutschen Katholikentag in Freiburg im Breisgau.

## Kunsthistorische Arbeiten
Otto Gillen war Mitarbeiter am Reallexikon zur Deutschen Kunstgeschichte (RDK) und am Lexikon der christlichen Ikonographie. Er war 1979 Herausgeber der ersten deutschen Ausgabe des Hortus deliciarum der Herrad von Landsberg.

## Auszeichnungen
- 1954: Literaturpreis der Stadt Karlsruhe
- 1984: Joseph-Saier-Medaille für Verdienste um die Volksschauspiele Ötigheim

## Würdigung als Schriftsteller
Otto Gillen hat sein literarisches Werk als einen „Protest des Geistes gegen den Ungeist, des Glaubens gegen den Zweifel, der Lebensfülle gegen die Langweile, der Liebe gegen die Gleichgültigkeit“ bezeichnet. Über seine Lyrik heißt es: „Die Lampen der Erinnerung, wie es in einem seiner Gedichte heißt, glühen hier nicht als literarische Wunderkerzen. Sie haben den sanften, nachdrücklichen, den unbestechlichen Schein, in dessen Licht man sich lange aufhält“. „Der Theaterkritiker und Lyriker wußte um die Abgründe des Menschseins und um seine Gefährdungen. Wer Gillens Bücher liest, wird sie nie unberaten und ungetröstet aus der Hand legen“.
„Karlsruhe hat mit ihm eine Persönlichkeit verloren, die dem Neuen aus ungebrochener Tradition heraus begegnete, verankert in einer religiös fundierten Geistigkeit“.

## Literarische Veröffentlichungen
- Christus und Urkristall. Dramen. 1923.
- Am Gartenzaun Gottes. Gedichte. 1923.
- Bruder Heinrich. Novelle über Heinrich Seuse. Badenia, Karlsruhe.
- Nächte. Gedichte. 1932.
- Die blaube Stunde. Gedichte. 1933.
- Goslar und der Harz. Ein Heimatbuch. 1934.
- Gesang der Liebe. Gedichte. 1937.
- Bruder Heinrich. Des Seusen mühsame und selige Wanderwege zwischen Konstanz und Köln. 1946.
- Der Kreis. Gedichte. 1952.
- Allen, die an Gräbern stehen. 1956.
- Die singende Schöpfung. Ein Psalter unserer Zeit. 1957.
- Mutterliebe aber bleibt. 1957.
- Mit der Kirche durch das Jahr. Alle Tage bis ans Ende. 1957.
- Maria der Frauen. Marienleben. 1957.
- Licht in die Krankenstube. 1957.
- Am Ufer der Dinge. Gedichte. Heliopolis, Tübingen 1958.
- Die bunte Kugel. Dreizehn Erzählungen. 1959.
- Alles Schöne ist ein Gleichnis. Gedichte mit Prosa. Aldus Matinus, Zürich 1959. 9 Auflagen.
- Lebenskreise. Gedichte. 1959.
- Durch die Liebe der Menschen leuchtet die Liebe Gottes. Eine Gabe. 1959.
- Bleibender Reichtum. Gedichte. Aldus Matinus, Zürich 1961.
- Spuren. Gedichte. Maximilian Dietrich, Memmingen 1961.
- Zwischen Himmel und Abgrund. Der Weg des Menschen in unserer Zeit. Gedanken, Erkenntnisse, Wahrheiten. Essays. Winfried-Werk, Augsburg 1963.
- Erfülltes Frauenleben. Ein Dankesgruß an die Mütter, die Schwestern, an alle selbstlos Dienenden. Aldus Matinus, Zürich 1964.
- Die Vase. 1964.
- Aus Tiefen steigt mir Bild um Bild. Ein Buch der Erinnerung. Aldus Matinus, Zürich 1969.
- Benno Huth. 1973.
- Immer ist Verkündigung. 1974.
- Mensch im Spiegel. Meditationen, Gedanken, Erfahrungen. Schwaben, Stuttgart 1974.
- Die offene Stunde. Gedichte. Martin, Buxheim 1974, ISBN 3-7865-0001-0.
- Ruhn im Frieden seiner Hände. Ein Trostbuch für die Trauernden. Martin, Buxheim 1975, ISBN 3-7865-0006-1.
- Blind sind die Liebenden. Novelle einer Ehe. Schwaben, Stuttgart 1976.
- Gott in allem finden. Meditationen und Gebete. Schwaben, Stuttgart 1976.
- Rätselhafte Begegnungen-Zeichen aus einer anderen Welt. Pfälzische Verlagsanstalt, Landau 1978.
- Brannte nicht unser Herz – Aussersinnliche Wahrnehmungen in christlicher Sicht. 2. Auflage. Christiana, Stein am Rhein 1979, ISBN 3-7171-0743-7.
- Alles kreist um eine Mitte. Gedichte aus sechs Jahrzehnten Christiana, Stein am Rhein 1980.
- Immer kann ich Dich ahnen. Gespräche mit Gott. 2. Auflage. Christiana, Stein am Rhein 1980, ISBN 3717107704.
- Nichts als Lobgesang. Christiana, Stein am Rhein 1982.
- Damit einer vom anderen lerne. Vom guten Miteinander. 1983.
- Der Mystiker vom Bodensee, Heinrich Seuses Reise von Konstanz nach Köln. Christiana, Stein am Rhein 1984, ISBN 3-7171-0859-X.
- Himera. Lose Blätter einer Liebe. Novelle. Pfälzische Verlagsanstalt, Landau 1984, ISBN 3-87629-072-4.
- Wer noch staunen kann. Mit Fotos von Pieter Jos van Limbergen. Kiefel, Wuppertal/Gütersloh 1990, ISBN 3-7811-5604-4.
- Der Mensch in Gottes Hand. Christiana, Stein am Rhein 1991, ISBN 3-7171-0851-4.
- Maria am Spinnrad – Legenden aus dem Leben unseres Herrn und Heilandes und seiner lieben Mutter. 4. Auflage. Christiana, Stein am Rhein 1991, ISBN 3-7171-0947-2.
- Maria Frau der Frauen. Gedichte, ergänzt durch Wilderich von Droste zu Hülshoff, illustriert von Hortense von Gelmini. Christiana, Stein am Rhein 1991, ISBN 3-7171-0944-8.
- Ich will das Lied der Liebe singen. Feldpostbriefe an meine Braut 1943–1946. Christiana, Stein am Rhein 1999.
- Vom Ewigen in der Zeit. Aphorismen aus den Werken von Otto Gillen zum 100. Geburtstag des Dichters am 26. Oktober 1999. Auswahl von Hilde Schütt. Fe-Medien, Kißlegg 2000, ISBN 3928929178.